# 조나탕 발로텔리
조나탕 보아레투 두스 헤이스(포르투갈어: Jonathan Boareto dos Reis, 1989년 4월 20일 ~ )는 흔히 조나탕 발로텔리(포르투갈어: Jonathan Balotelli)로 불리는 브라질의 축구 선수로, 포지션은 공격수이다. 현재 크다 다룰 아만 소속이다.